# Daya (EP)
 Daya es el extended play (EP) debut de la cantante estadounidense Daya. Fue lanzado el 4 de septiembre de 2015, mediante los sellos discográficos Artbeatz, Z Entertainment, and RED Distribution. El EP fue puesto disponible un día antes de su lanzamiento en el sitio de la revista Billboard. La versión física del EP se publicó exclusivamente para Target el 30 de octubre de ese mismo año.

## Recepción crítica
Matt Collar de AllMusic declaró, "El debut EP de Grace Tandon alias Daya exhibe el brillo de la nativa de Pittsburgh, buena expresión vocal y con toques de un sonido electrónico.Aunque con sólo 16 años de edad al momento del lanzamiento del EP, Daya toma el micrófono con un estilo vocal muy resonante que se adapta muy bien al lado de artistas de R&B tanto los más establecidos como Beyoncé, como los contemporáneos como Lorde. Trabajando con el productor y compositor Gino Barletta, Daya ofrece un puñado de poder, himnos apasionados que también funcionan bien en la pista de baile."

## Sencillos
«Hide Away» fue publicado como el sencillo líder del EP el 22 de abril de 2015. Canción que logró posicionarse en el número 23 del chart Hot 100 de Billboard.
«Sit Still, Look Pretty» fue confirmado por Daya en Twitter como el segundo sencillo del EP. El cual fue lanzado liberado a las radios contemporáneas el 29 de marzo de 2016.

## Lista de canciones
| Edición estándar |                          |                                                    |                                  |          |  |
| N.º              | Título                   | Escritor(es)                                       | Producer(s)                      | Duración |  |
| 1.               | «Thirsty»                | Gino Barletta Brett McLaughlin Britten Newbill     | Scott Bruzenak Barletta          | 3:23     |  |
| 2.               | «Legendary»              | Barletta McLaughlin Newbill                        | Bruzenak Barletta                | 3:24     |  |
| 3.               | «U12»                    | Barletta McLaughlin Newbill                        | Bruzenak Barletta                | 3:23     |  |
| 4.               | «Sit Still, Look Pretty» | Barletta Newbill Mike Campbell                     | Bruzenak Barletta                | 3:27     |  |
| 5.               | «Hide Away»              | Barletta McLaughlin Newbill                        | Bruzenak Barletta                | 3:12     |  |
| 6.               | «Back to Me»             | Barletta Grace Tandon John Lock Newbill McLaughlin | Barletta Jamie P. Velez Barletta | 4:00     |  |
| 21:03            |                          |                                                    |                                  |          |  |

Nota
- «U12» es una estilización de "You Want To".

## Posicionamiento
| Listas (2015–16)                         | Posición más alta |
| ---------------------------------------- | ----------------- |
| Dinamarca (Danish Albums Hitlisten)      | 36                |
| Suecia (Swedish Album Sverigetopplistan) | 33                |
| Estados Unidos (Billboard 200)           | 67                |